# کلان‌شهر مستقل دادلی
دادلی (به انگلیسی: Metropolitan Borough of Dudley) یک کلان‌شهر مستقل در انگلستان است که در شهرستان میدلندز غربی واقع شده‌است. کلان‌شهر مستقل دادلی ۹۷٫۹۶ کیلومتر مربع مساحت دارد.